# 이샤 탈와르
이샤 탈와르(힌디어: ईशा तलवार, 영어: Isha Talwar, 1987년 12월 22일 ~ )는 인도의 배우, 모델이다.

## 출연 작품
- 벵갈로르 데이즈 (2014)
- 하트 슬립드 앤 웬트 미싱 (2013)
- 타타신 마라야투 (2012)